# Kommunalwahlen in Mosambik 1998
Die Lokalen Wahlen in Mosambik 1998 wurden am 30. Juni 1998 in den 23 Städten und in 10 Orten („vilas“) Mosambiks durchgeführt. RENAMO, die größte und damals einzig bedeutende Oppositionspartei des Landes, ebenso wie 15 kleinere Parteien boykottierten die Wahlen, da sie geplanten Wahlbetrug durch die Regierungspartei FRELIMO vermuteten. Die Wahlbeteiligung lag daher bei unter 15 Prozent und das erwartbare Ergebnis – sämtliche zu wählenden Bürgermeister waren Mitglieder FRELIMOs – hatte keinerlei Aussagekraft über die tatsächlichen politischen Präferenzen der Wählerschaft.

## Vor- und Wirkungsgeschichte der Wahlen
Bereits 1994 war eine Reform der lokalen Strukturen eingeleitet worden, mit dem Ziel alle 128 Distrikte des Landes in „Municipios“ umzuwandeln, die die städtischen Gebiete mit ihrem ländlichen Umland vereinigen sollten. Diese Reform hätte einen radikalen Bruch mit der stark zentralisierten Struktur des Landes bedeutet, die bis dahin auf einer verwaltungsmäßigen Zweiteilung in ländliche Regionen und städtische Regionen beruhte.
Das entsprechende Gesetz war jedoch für nicht verfassungsgemäß erklärt und durch ein Paket 1997 vom Parlament verabschiedeter Gesetze ersetzt worden. Ein Ergebnis dieser Änderungen war, dass die Lokalwahlen nicht in sämtlichen Distrikten, sondern nur in den 33 Städten bzw. Ortschaften Mosambiks durchgeführt wurden. Nach den Wahlen mit ihrer für die Regierung blamablen Wahlbeteiligung begann eine erneute Diskussion um ein Wahlgesetz für die lokale Ebene, bei der FRELIMO auf die Forderungen RENAMOS weitgehend einging.

## Ergebnisse
Der Wahlboykott bedeutete, dass nur in sechs Städten überhaupt mit FRELIMO konkurrierende lokale Listen antraten. Unabhängige Kandidaten erreichten 40 Prozent der Stimmen in Beira und Manica-Stadt sowie 30 Prozent in Maputo, Inhambane und Nacala. Vier Bürgergruppen erlangten Sitze in Ratsversammlungen.